# Shin Terai
Shin Terai är en japansk musiker och producent, mest känd för sitt arbete med Bill Laswell och Buckethead. På hans album har han kombinerat ambient och elektronisk musik med dub och avant-garde jazz.

## Diskografi (Delvis)
- 1994: Chaos Face - Doom Ride (som sångare)
- 1999: Shin Terai - Unison
- 2003: Soup - Soup (som producent)
- 2004: Soup - Soup Live (som producent)
- 2004: Shine - Heaven & Hell
- 2007: Shin.e - Lightyears